# クルップK5

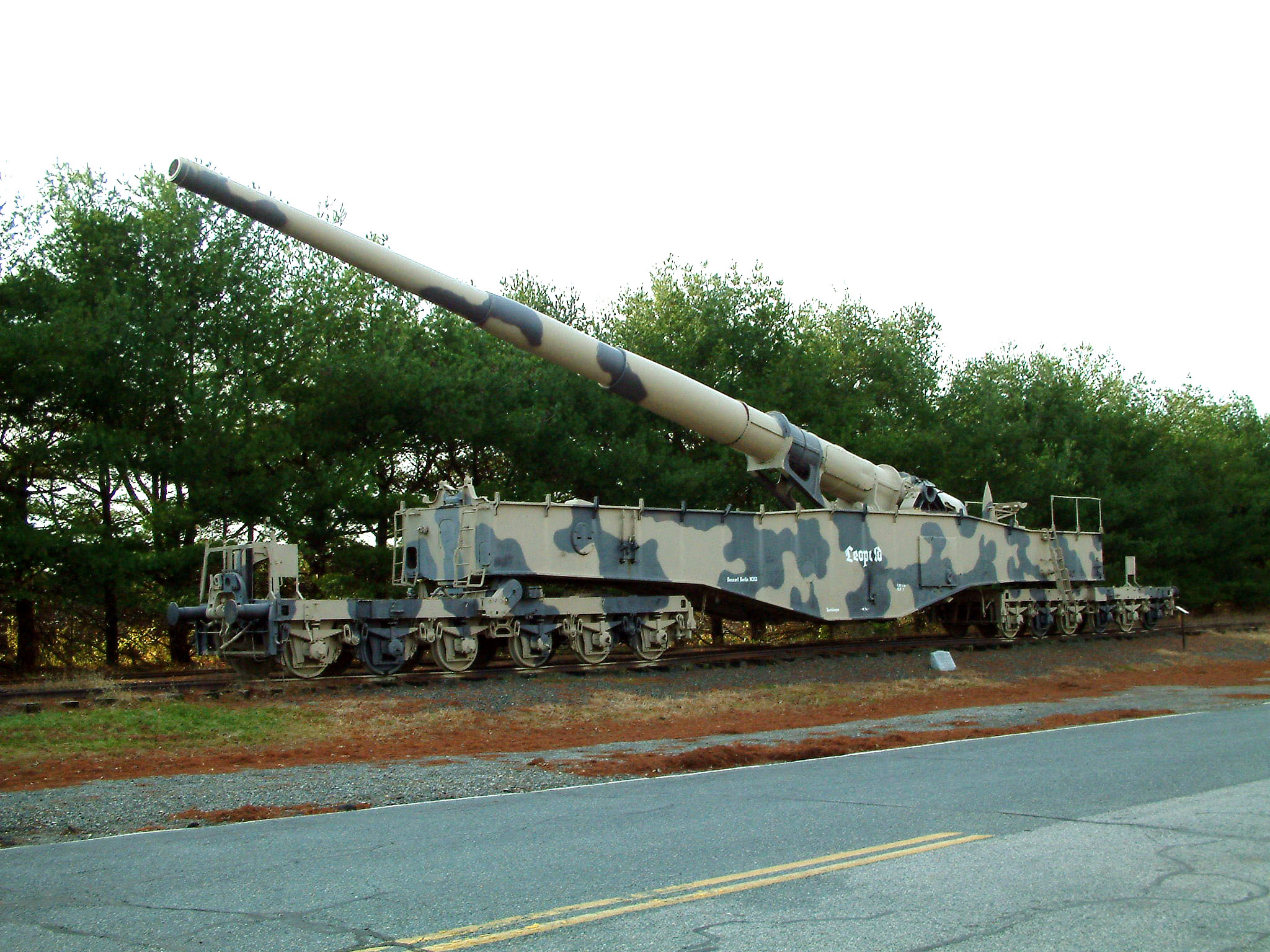
アバディーン戦車博物館に展示される復元されたレオポルト

クルップ K5（Krupp K5）こと28cm列車砲K5 (28 cm Kanone 5 (E)) は、第二次世界大戦に使用された1930年代のドイツの列車砲である。アバディーン戦車博物館に展示された個体が有名なので、しばしばレオポルトとも呼称されるが、その名はその一両だけの固有名詞であり、クルップ K5全体を指す兵器名ではない。

## 概要
パリ砲やドーラなどの列車砲を製造したクルップ社により1934年から1945年に25両が製造された。
ドイツ標準規格の民間鉄道網の走行を目標として開発され、クルップ K5系統は一貫して21.5 mの長さを持つ砲身が6軸式（正確には複式の3-3軸）ボギー台車2両に跨る形で搭載されている。軍・民間を問わず鉄道網を走行可能であり、連結した形状で通行できない場合には、分離して通行することが可能であった。
砲自体の旋回は不可能で大幅な射角変更には転車台（ドイツ軍の野戦器材としては「フェーゲレ・ターンテーブル（Vögele Drehscheibe、フェーゲレ・ドレーシャイベ）」が標準的）を用いるか、曲線を利用する必要があった。最大射程は6万2400 mと言われているが、有効射程は不明。ロケット推進弾を使用した場合、射程は8万6000 mにも達したという。

## 型式
- 15cm K5M/15cm K5MKu（プロトタイプ、ライフリング：有/無）
- 28cm K5 T10（ライフリング10mm・12条）
- 28cm K5 T7（ライフリング7mm・12条）
- 28cm K5 Vz（ライフリング7mm・60条、ロケット推進弾の使用が可能）
- 31cm K5 gl（試作滑腔砲）

## 歴史
「Anzio Annie」（アンツィオアーニー）とは連合軍側がつけたK5(E)列車砲のあだ名である。第二次世界大戦中、連合軍のアンツィオ上陸作戦において、この2門の列車砲は空襲を避けて昼間はローマ＝フラスカーティ線のチャンピーノ・トンネルに身を隠しながら、橋頭堡を数発の砲撃で壊滅状態に追い込み連合軍を震撼させた。ドイツ軍はこの2両をロベルト (Robert) とレオポルト (Leopold) と命名していた。
連合軍によるローマ占領直後の1944年6月7日、ロベルトとレオポルトはチヴィタヴェッキア町の側線に放置されているところを連合軍により発見され鹵獲された。ロベルトは降伏前に砲手によって部分的に破壊がなされていたが、レオポルトの損傷は比較的軽微であった。鹵獲された2両は米国に輸送されメリーランド州のアバディーン性能試験場で解析された。その2両を合わせ復元された1両が「レオポルト」として現在もアバディーン戦車博物館 (United States Army Ordnance Museum) に展示されている。

## 要目
- 口径：283 mm
- サイズ
  - 砲身長：21.539 m 口径長 76.1
  - 車両全長：30 m（走行形態）/32 m（砲撃形態）
- 重量
  - 総重量：218 t
  - 砲身重量：85 t
- 射角：左右1°
- 仰角：+50°
- 砲口修正速度：1120 m/秒
- 射程：61 km (38 mi)
- 砲身命数：540発
- 発射速度：1発/3～5分
- ゲージ：標準軌(1,435mm)
- 走行装置：3-3軸複式ボギー台車×2
- 連結器：バッファー付き螺旋連結器×2
- 牽引制限速度：不明

## 登場作品

### 映画・テレビドラマ
『激戦地 （原題：La Legion Dei Dannati、TV放映タイトル：特攻ノルマンディ）』
1969年のイタリア映画。1944年6月ノルマンディー上陸作戦が舞台。クライマックスがアンツィオ橋頭堡を防衛する連合軍による列車砲破壊工作。実物大に再現された本砲が登場する。
『ナヴァロンの要塞』
K5(E)その物ではないが、ナヴァロンの巨砲として本砲をモチーフにしたと思われる要塞砲2門が登場する。

### 漫画・アニメ
『一角獣の丘』
戦場ロマン・シリーズの一編。連合軍へ砲撃を繰り返す転車台に載せられたK5(E)が登場。主人公達の活躍で弾薬庫を誘爆させられて破壊される。
『ガールズ&パンツァー』
砲を取り外した車体の上に超大型のディスプレイを載せた車両が、大洗他の試合会場で観客への試合映像を提供している。塗装はジャーマングレイ単色に白抜きで「Leopold」の文字がペイントされている。線路も敷設されているが牽引車両は見当たらない。
ゲージ、連結器共にオリジナル仕様のままに見えるが、日本のゲージは狭軌(1,067mm)中心で貨車用連結器は自動連結器なので、もし本車両が複数量産されてないと仮定すれば車両限界を含め、これが日本の試合会場間をどうやって鉄路で移動しているのかは謎である（ただし「劇中の日本」が現実と同じであるとは限らない）。
『夜桜四重奏 〜ヨザクラカルテット〜』
物質化能力を使う五十音ことはが、ドイツのコブレンツ国防技術博物館で本砲を実体化させる。

### 小説
『レッドサン ブラッククロス』
ドイツ軍の合衆国侵攻作戦に際し、ドイツ占領地域のカナダ東部ケベック州に持ち込まれ、合衆国本土にいる合衆国軍をロケット推進弾で長距離砲撃する。
『火神を盗め』
　兵器マニアだった当時のランキーマ藩主が金にあかせて入手したもので、ランキーマの岩塩層の廃坑に隠されていた。という設定で登場。火神に潜入する主人公たちが、インド空軍のスクランブル発進が中国との国境紛争を招かないように、チャフを発射するために再利用する。

### ゲーム
『メダル・オブ・オナー アライドアサルト リロード2ND』
ゲーム中に破壊任務の目標として登場する。